# Dansk Støberimuseum
Dansk støberimuseum är ett danskt tekniskt museum och arbetslivsmuseum i Nykøbing Mors på Jylland.
Dansk støberimuseum ligger i fabrikslokaler som tidigare användes av N.A. Christensen & Co Jernstøberi. Morsø kommun övertog gjuteriets tidigare fastighet i centrum av Nykøbing Mors 1995. Några av byggnaderna har bevarats bland annat två monumentala tegelbyggnader utmed Holgersgade, vilka ritats av Christian Frühstück Nielsen (1878–1956) och som uppförts 1913-1914. 